# San Secondo di Pinerolo
San Secondo di Pinerolo is een gemeente in de Italiaanse provincie Turijn (regio Piëmont) en telt 3407 inwoners (31-12-2004). De oppervlakte bedraagt 12,6 km², de bevolkingsdichtheid is 270 inwoners per km².

## Demografie
San Secondo di Pinerolo telt ongeveer 1509 huishoudens. Het aantal inwoners steeg in de periode 1991-2001 met 3,3% volgens cijfers uit de tienjaarlijkse volkstellingen van ISTAT.
| Jaar | Inwoneraantal |
| ---- | ------------- |
| 1991 | 3270          |
| 2001 | 3379          |

## Geografie
San Secondo di Pinerolo grenst aan de volgende gemeenten: Pinerolo, San Germano Chisone, Porte, Prarostino, Osasco, Bricherasio.